# 沃爾特斯堡 (伊利諾伊州)
沃爾斯特堡（英語：Waltersburg）是位於美國伊利諾伊州波普縣的一個非建制地區。該地的面積和人口皆未知。

## 地理
沃爾斯特堡的座標為37°22′44″N 88°33′51″W / 37.37889°N 88.56417°W，而該地的平均海拔高度為144米（即472英尺）。